# Station Ancaster
Ancaster is een station van National Rail in South Kesteven in Engeland. Het station is eigendom van Network Rail en wordt beheerd door East Midlands Railway. 